# Ruta Nacional 317 (Japón)
La ruta nacional 317 (国道317号 Kokudō 317-gō?) es una ruta que comunica las ciudades de Matsuyama (en la prefectura de Ehime) con la ciudad de Onomichi (尾道市 Onomichi-shi?) de la prefectura de Hiroshima.

## Características
La autovía de Nishiseto también forma parte de esta ruta y corre en forma casi paralela, entre las ciudades de Imabari (prefectura de Ehime) y Onomichi. El tramo de la ruta nacional 317 que atravesaba la zona montañosa de la ciudad de Imabari era muy sinuoso, y fue reemplazado por un nuevo trayecto que mejoró la seguridad.

## Detalles
- Distancia recorrida: 97,4 km
- Punto de inicio: cruce Shiyakushomae (市役所前交差点 Shiyakushomae-kōsaten?) de la ciudad de Matsuyama, en la prefectura de Ehime.
- Punto final: ruta nacional 2 (国道2号 Kokudō 2-gō?) de la ciudad de Onomichi, en la prefectura de Hiroshima.

## Historia
- 1970: el 1° de abril el tramo que comunica las ciudades de Imabari y Onomichi es reconocido como ruta nacional 317.
- 1982: el 1° de abril se incluye también el tramo entre las ciudades de Imabari y Matsuyama, ambas de la prefectura de Ehime.

## Tramo compartido
- Desde el cruce Shiyakushomae (市役所前交差点 Shiyakushomae-kōsaten?) hasta el cruce Katsuyama (勝山交差点 Katsuyama-kōsaten?), ambas en la ciudad de Matsuyama de la prefectura de Ehime. Tramo compartido con la ruta nacional 11.

## Localidades que atraviesa
- Prefectura de Ehime
  - Ciudad de Matsuyama
  - Ciudad de Imabari

- Prefectura de Hiroshima
  - Ciudad de Onomichi

## Principales empalmes
- Rutas nacionales 11 (tramos compartidos con las rutas nacionales 33, 379, 440, 494) y 56. En la ciudad de Matsuyama.
- Ruta nacional 196 (ciudad de Imabari).
- Ruta nacional 2 (ciudad de Onomichi).
- Autovía de Nishiseto (ciudad de Imabari)

## Principales puentes
- Gran Puente del Estrecho de Kurushima
- Gran Puente Hakata-Ooshima
- Puente de Oomishima
- Gran Puente de Tatara

- Datos: Q6157219
- Multimedia: Route 317 (Japan) / Q6157219